# Кечі (Канзас)
Кечі (англ. Kechi) — місто (англ. city) в США, в окрузі Седжвік штату Канзас. Населення — 2217 осіб (2020).

## Географія
Кечі розташоване за координатами 37°47′41″ пн. ш. 97°16′25″ зх. д. / 37.79472° пн. ш. 97.27361° зх. д. (37.794808, -97.273652).  За даними Бюро перепису населення США в 2010 році місто мало площу 15,61 км², з яких 15,47 км² — суходіл та 0,14 км² — водойми.

## Демографія
Згідно з переписом 2010 року, у місті мешкало 1909 осіб у 701 домогосподарстві у складі 566 родин. Густота населення становила 122 особи/км².  Було 732 помешкання (47/км²).
Расовий склад населення:
| - 87,7 % — білих - 5,5 % — чорних або афроамериканців - 2,0 % — азіатів - 0,9 % — корінних американців - 1,2 % — осіб інших рас |

До двох чи більше рас належало 2,8 %. Частка іспаномовних становила 3,1 % від усіх жителів.
За віковим діапазоном населення розподілялося таким чином: 24,6 % — особи молодші 18 років, 64,7 % — особи у віці 18—64 років, 10,7 % — особи у віці 65 років та старші. Медіана віку мешканця становила 42,6 року. На 100 осіб жіночої статі у місті припадало 98,6 чоловіків;  на 100 жінок у віці від 18 років та старших — 101,5 чоловіків також старших 18 років.
Середній дохід на одне домашнє господарство  становив 96 474 долари США (медіана — 85 179), а середній дохід на одну сім'ю — 104 251 долар (медіана — 95 511). Медіана доходів становила 62 813 долари для чоловіків та 46 250 доларів для жінок. За межею бідності перебувало 2,8 % осіб, у тому числі 2,9 % дітей у віці до 18 років та 3,2 % осіб у віці 65 років та старших.
Цивільне працевлаштоване населення становило 1149 осіб. Основні галузі зайнятості: освіта, охорона здоров'я та соціальна допомога — 27,5 %, виробництво — 17,2 %, науковці, спеціалісти, менеджери — 10,7 %, роздрібна торгівля — 7,8 %.